# Пам'ятник Тарасові Шевченку (Мухавка)
Пам'ятник Тарасові Шевченку в Мухавці — погруддя українського поета Тараса Григоровича Шевченка в селі Мухавка Чортківського району на Тернопільщині.
Пам'ятка монументального мистецтва місцевого значення, охоронний номер 763 (Рішення виконкому Тернопільської обласної ради від 22.03.1971 р. № 147) 

## Опис
Пам'ятник споруджено 1959 року. .
Погруддя виготовлене з бетону, висота — 1 м, постамент — із гранітної плитки та цегли, висота — 2,9 м.
Погруддя масового виробництва.